# Dry Needling
Dry Needling (trockenes Nadeln) ist eine spezielle Akupunkturtechnik zur Behandlung myofaszialer Triggerpunkte mittels steriler Einwegakupunkturnadeln. Da es sich beim Dry Needling um eine invasive Technik handelt, darf es in Deutschland nur von Ärzten oder Heilpraktikern praktiziert und als Ergänzung zu anderen Therapieverfahren und speziell zur manuellen Triggerpunkttherapie angewendet werden. Das Dry Needling entstand aus klinischen Beobachtungen bei Injektionen mit Lokalanästhetika, bei denen festgestellt wurde, dass auch die trockene Nadelung nach verbrauchtem Lokalanästhetikum therapeutische Wirkung zeigte. Nicht die Injektion ist für den Erfolg der Triggerpunktbehandlung verantwortlich, sondern der Stich an sich direkt in den Triggerpunkt ist wirksam.
Die Beurteilung der Wirksamkeit ist widersprüchlich. So soll Dry Needling bei gewissen Arten von Muskelschmerzen wirksam sein, andere Studien zeigen aber keinen Nutzen im Vergleich zu Placebo. Für eine aussagekräftige Schlussfolgerung liegen noch zu wenige qualitativ hochwertige Studien mit größerer Patientenzahl und Untersuchungsdauer vor.

## Dry-Needling-Techniken
Beim Dry Needling wird zwischen der sogenannten intramuskulären Stimulation (IMS) und der superfiziellen Afferenzstimulation (SAS) unterschieden. Die IMS ist das „eigentliche“ Dry Needling, bei welchem die myofaszialen Triggerpunkte (MTrP) gesucht und direkt mit der Nadel behandelt werden. Beim SAS werden die Nadeln nur oberflächlich in die Haut gestochen.

### Intramuskuläre Stimulation (IMS)
Einer der ersten Anwender von IMS war Chan Gunn. Er entwickelte den sogenannten Gunn-Approach. Dabei wird nicht direkt auf die Triggerpunkte gezielt, sondern der ganze Muskel behandelt, mit dem Ziel der allgemeinen Muskelentspannung. Später hat sich aus dem Gunn-Approach das Triggerpunktmodell des Dry Needling entwickelt, bei welchem die klinischen Diagnosekriterien für myofasziale Triggerpunkte angewendet werden. Dazu gehören:
- die Reproduktion der Symptome des Triggerpunktes
- der Hartspannstrang
- die lokale  Druckdolenz innerhalb des Hartspannstranges
- die übertragenen Schmerzen ausgehend von myofaszialen Triggerpunkten
- die lokale Zuckungsantwort des Hartspannstranges bei mechanischer Stimulation

Man unterscheidet in der praktischen Anwendung zwei Techniken, die dynamische und die statische intramuskuläre Stimulation.

#### Dynamische intramuskuläre Stimulation
Dabei wird der Hartspannstrang mit der Nadel zuerst kegelförmig gesucht. Wenn dieser gefunden ist, wird der Hartspannstrang solange punktiert, bis die lokale Zuckungsreaktion nachlässt. Viele Patienten empfinden das als „Wohlschmerz“ und lösend, ähnlich wie das Gefühl des Knackens bei einer Gelenkmobilisation.

#### Statische intramuskuläre Stimulation
Der Unterschied zur dynamischen IMS ist, dass die Nadel, sobald der myofasziale Triggerpunkt gefunden wurde, an der Stelle belassen wird. Dabei kann ein krampfartiges Gefühl ähnlich dem aus der Akupunktur bekannten De-Qi(-Gefühl) entstehen. Es ist wichtig, die Nadel solange im Hartspannstrang zu lassen, bis der lokale Krampf nachlässt. Die statische IMS ist für sogenannte Strong Responder geeignet, wogegen das dynamische IMS für Weak Responder geeignet ist. Diese Unterscheidung und sorgfältige Auswahl der richtigen Anwendung der intramuskulären Stimulation ist besonders wichtig, da es sonst zu Überreaktionen kommen kann.

### Superfizielle Afferenzstimulation (SAS)
Die superfizielle Afferenzstimulation beruht auf den Arbeiten von Peter Baldry. Die Nadeln werden dabei nur wenige Millimeter über den myofaszialen Triggerpunkt  in die Haut eingestochen und für einige Minuten belassen. Vor und nach der Behandlung können Druckschmerzmessungen mittels eines Druckdolorimeters gemacht werden, um das Behandlungsresultat zu messen. SAS ist für strong responders geeignet oder um den Patienten an die Nadeln zu gewöhnen.

## Mögliche Wirkungsmechanismen
Die Wirkung von IMS und SAS sind nicht die gleichen. Es gibt wissenschaftliche Hinweise dafür, dass es bei der IMS durch die von der Nadel ausgelösten lokalen Zuckungsreaktionen zu einer Veränderung des lokalen biochemischen Milieus des myofaszialen Triggerpunkts kommt. Mikrodialytische Verfahren zeigten, dass es nach Dry Needling zu einer Senkung der Konzentration verschiedener entzündungsverursachenden vasoaktiven Substanzen kommt. Der analgetische und konsekutive tonussenkende Effekt der SAS beruht gemäß Baldry auf Gate-Control-Theory- ähnlichen Mechanismen.

## Indikationen und Kontraindikationen
Die Indikation der intramuskulären Stimulation ist die Behandlung von Triggerpunkten. Die Indikation der SAS ist weiter gefasst: Triggerpunkte, Ansatztendopathien, Narbenschmerzen und andere Schmerzen des Bewegungsapparates. Zu den Kontraindikationen gehören: Antikoagulation, lokale Hautirritationen, Lymphödeme, mangelnde Compliance des Patienten, Hämatom, reduzierter Allgemeinzustand.

## Mögliche Komplikationen
Wenn Dry Needling fachgerecht, von geschultem medizinischen Personal, mit überdurchschnittlich guten dreidimensionalen, topographischen Anatomiekenntnissen und unter Beachtung der Kontraindikationen und Hygienekriterien angewendet wird, dann ist Dry Needling eine sichere, komplikationsarme reflextherapeutische Maßnahme. Zu den möglichen harmlosen Komplikationen gehören ein kleines lokales Hämatom, ein muskelkaterähnlicher Nachbehandlungsschmerz, welcher 3–5 Tage andauern kann und sehr selten vegetative Reaktionen. Bei unsachgemäßer Anwendung kann es zu folgenden ernsten Komplikationen kommen: Pneumothorax, Verletzungen anderer innerer Organe, Verletzungen von Nerven und Gefäßen und Infektionen.

## Therapeutische Anwendung
Dry Needling darf per Gesetz in Deutschland nur von Ärzten und Heilpraktikern angewendet werden. In der Schweiz dürfen darüber hinaus Physiotherapeuten mit Nachweis eines erfolgreichen Ausbildungsabschlusses Dry Needling ausüben.